# Richard C. Hoagland
Richard C. Hoagland (25 d'abril de 1945) és un escriptor estatunidenc defensor de diverses teories de conspiració sobre la NASA, civilitzacions extraterrestres perdudes a la Lluna i a Mart, i altres temes relacionats. Declaracions de la seva biografia personal i publicacions inclouen haver estat curador d'un museu de ciències a Springfield, als 19 anys a mitjans dels anys 60. Hoagland no té cap formació científica.
Els seus escrits afirmen que civilitzacions avançades existeixen o van existir alguna vegada a la Lluna, Mart i en algunes de les llunes de Júpiter i Saturn, i que la NASA i el govern dels Estats Units han conspirat per mantenir en secret aquests fets. Ell ha defensat les seves idees en dos llibres publicats, diversos vídeos, conferències, entrevistes i conferències de premsa. Les seves opinions no han estat publicats en publicacions revisades. Hoagland ha estat titllat per James Oberg de la The Space Review i Phil Plait de Bad Astronomy de teòric de la conspiració i pensador marginal.